# Halina Elczewska

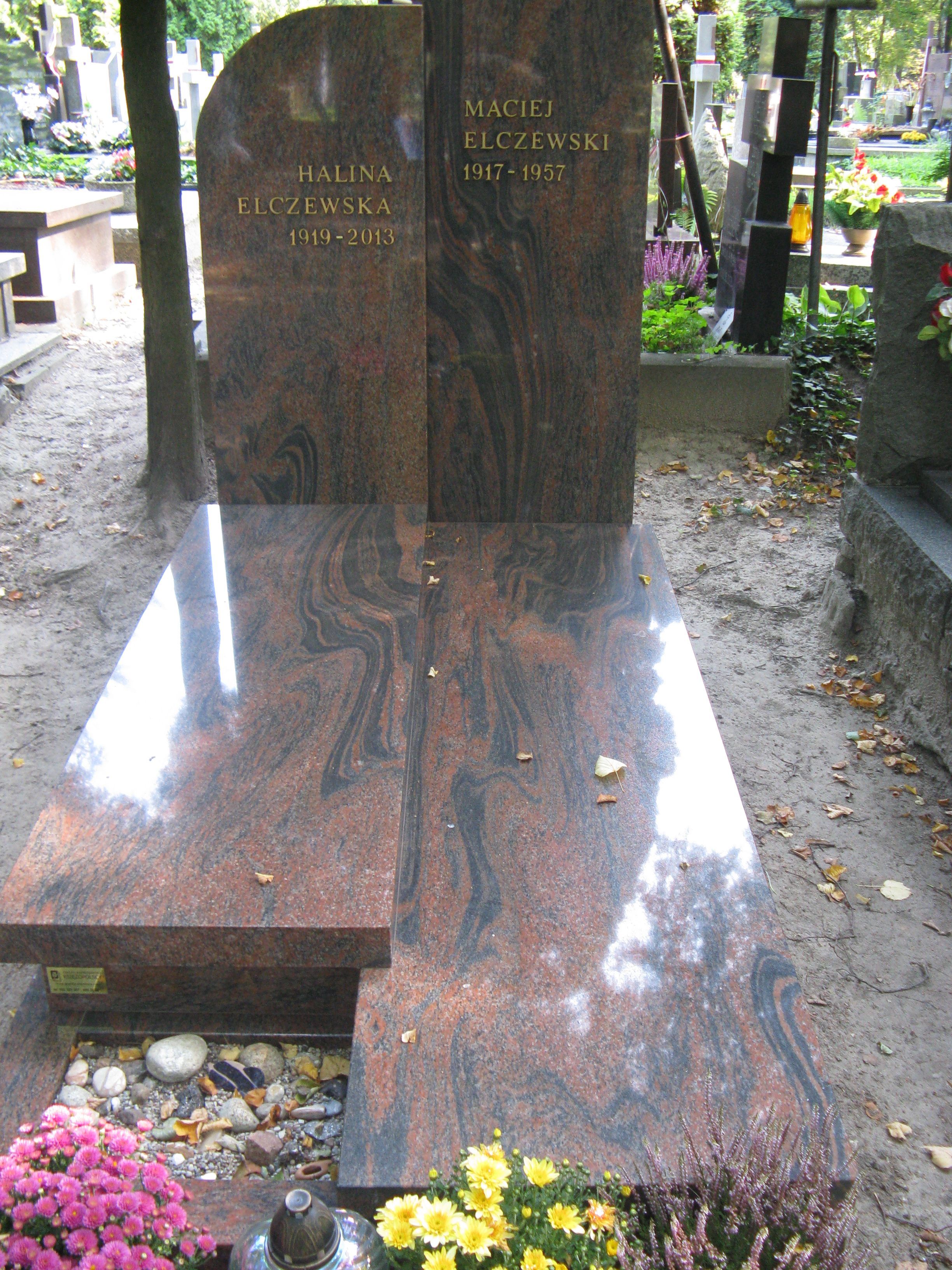
Grób Macieja i Haliny Elczewskich

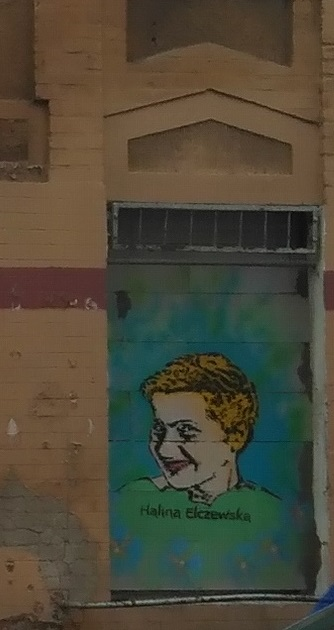
Mural w Łodzi (ul. Wojska Polskiego 4) z wizerunkiem Haliny Elczewskiej.

Halina Elczewska, z domu Goldblum (ur. 11 listopada 1919 w Łodzi, zm. 2 grudnia 2013 w Warszawie) – polska działaczka społeczna, więźniarka getta łódzkiego, projektodawczyni Parku Ocalałych w Łodzi.

## Życiorys
Urodziła się w spolonizowanej żydowskiej rodzinie, jako córka Maurycego i Franciszki Goldblumów. Jej ojciec był dyrektorem w firmie Markusa Kohna przy ulicy Łąkowej 3/5. Tam też rodzina mieszkała przed II wojną światową. Po ukończeniu Gimnazjum im. Elizy Orzeszkowej przy alei Tadeusza Kościuszki 21 i zdaniu matury podjęła pracę w firmie Angielsko-Polskie Towarzystwo Handlowe przy alei Tadeusza Kościuszki 1.
Wybuch II wojny światowej, zajęcie Łodzi przez Niemców we wrześniu i utworzenie getta spowodowały, że rodzina w końcu 1939 roku musiała opuścić swoje mieszkanie i przenieść się do getta. W getcie zamieszkali przy ulicy Brzezińskiej 39 (obecnie ten odcinek ulicy Brzezińskiej nosi nazwę Wojska Polskiego). Ojciec Elczewskiej przez pewien czas pełnił w getcie funkcję kierownika poczty, ale został zwolniony, z powodu braku znajomości języka jidysz.
Halina Elczewska w getcie pracowała w Komisji Kontroli (plac Kościelny 4) oraz w Urzędzie Pracy. Po zamążpójściu (1942) wraz z mężem Pinkusem Inzelsztajnem przeprowadziła się na ulicę Jakuba 10. Podczas likwidacji getta została 24 sierpnia 1944 roku wywieziona z całą rodziną do obozu zagłady Auschwitz. Tam zginął mąż, rodzice i młodsza siostra Inka. Ocalała tylko Elczewska, jej siostra Jadwiga oraz szwagier – Arnold Mostowicz. Z Auschwitz została przewieziona 6 października 1944 roku do obozu Gross Rosen, a stamtąd do Halbstadt, gdzie doczekała wyzwolenia 9 maja 1945 roku.
Po 10 dniach przeniosła się do Mieroszowa pod Wałbrzychem. Tam rozpoczęła pracę jako wiceburmistrz. Siostra Jadwiga opiekowała się odnalezionym mężem – Arnoldem Mostowiczem.
W 1946 roku przeniosły się z siostrą do Wrocławia i tam pracowała w kilku instytucjach, z których za najważniejszą uważała funkcję dyrektora szkoły radców zakładowych, dla której wybudowano w 1950 roku specjalny budynek (pierwszy po wojnie nowy budynek we Wrocławiu i na Dolnym Śląsku). We Wrocławiu wyszła ponownie za mąż za Macieja Elczewskiego.
W latach 1951–1953 pracowała jako dyrektor oddziału RSW „Prasa”. W 1953 roku przeniosła się wraz z rodziną do Warszawy i tam pracowała w centrali RSW „Prasa”. Po śmierci męża w 1957 roku rozpoczęła pracę w Telewizji Polskiej w dziale popularnonaukowym, gdzie pracowała do 1969 roku. Antysemicka nagonka 1968 roku spowodowała, że dwie córki; Ala i Majka wyemigrowały do Skandynawii. Została w Polsce z trzecią, chorą córką i ta sytuacja wymusiła jej przejście na wcześniejszą emeryturę w wieku 50 lat. Okazjonalna współpraca z Telewizją trwała do 1985 roku.
Od 1993 roku rozpoczęła działania społeczne w Stowarzyszeniu Żydów Kombatantów i Poszkodowanych przez II wojnę światową. Do 2004 roku była członkiem Zarządu Stowarzyszenia.
W 2004 roku zgłosiła pomysł utworzenia w Łodzi Parku Ocalałych, w którym ocaleli z Litzmannstadt Getto mogliby sadzić drzewka. Elczewska posadziła pierwsze drzewko, oznaczone numerem „0” (otrzymując stosowny certyfikat). Wzdłuż alei Parku Ocalałych na poboczu osadzone poziomo w ziemi są tabliczki z imieniem i nazwiskiem oraz numerem drzewka. 29 sierpnia 2012 roku w Parku Ocalałych wręczała wraz z innym ocalałym z Litzmannstadt Getto Yehudą Widawskim kolejne certyfikaty m.in. Hanie Svirski (wówczas Ostern). Powstał wtedy reportaż fotograficzny, którego autorem jest Mirosław Zbigniew Wojalski.
Przy okazji pobytu w Łodzi odwiedziła swoje przedwojenne mieszkanie i spacerowała po Parku Ocalałych. 10-minutowy wywiad dla Klubu Kuriera nagrały Monika Tanas i Natalia Kazimierczak.
Spoczęła na Cmentarzu Wojskowym na Powązkach (kwatera A23-tuje-10). Pogrzeb odbył się 9 grudnia 2013 roku.

## Odznaczenia
17 maja 2013 roku w Łodzi odebrała przyznaną przez Radę Miejską w Łodzi Odznakę „Za Zasługi dla Miasta Łodzi”.